# Фильмерген
Фильмерген (нем. Villmergen) — коммуна в Швейцарии, в кантоне Аргау.
Входит в состав округа Бремгартен. Официальный код — 4080.
1 января 2010 года к коммуне Фильмерген присоединена бывшая коммуна Хильфикон.
Население на 31 декабря 2010 года — 5918 человек. На 31 декабря 2020 года — 7668 человек.

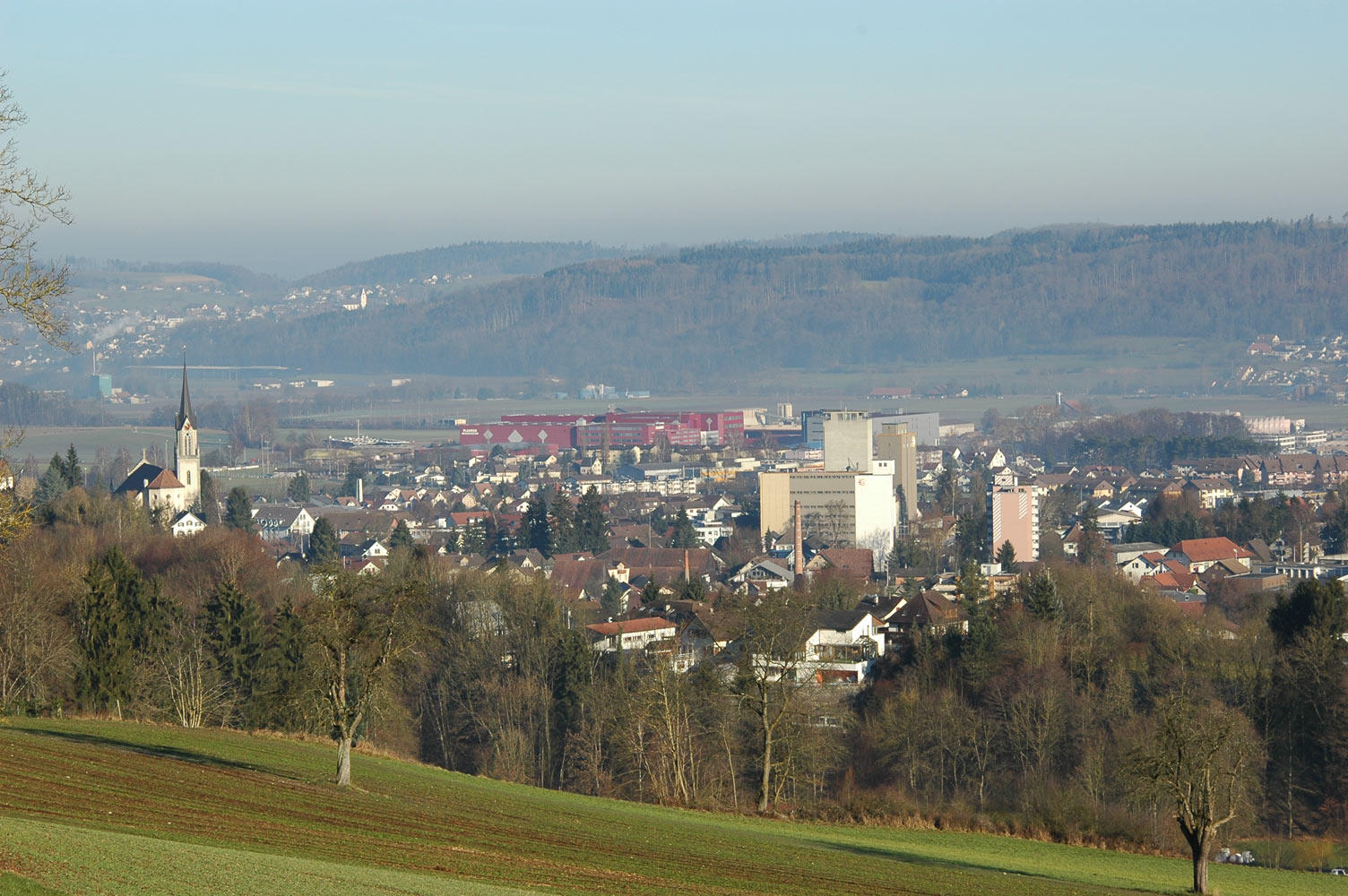
Вид на Фильмерген с холма Зандбюль